# MP Lafer
MP Lafer foi um automóvel da Lafer, lançado em 1974. Apesar da potência insuficiente, o MP Lafer se tornou um carro bastante cobiçado de sua época. 

## História
Os modelos foram criação de Percival Lafer, dono de uma fábrica de móveis, o MP Lafer era uma réplica bastante fiel do clássico inglês MG TD, mas com mecânica  da Fusca, que possuía um motor Boxer de quatro cilindros traseiro refrigerado a ar. Nos primeiros exemplares, produzidos em 1974, foi utilizado o motor VW 1500 cc, substituído pelo VW 1600 cc cerca de seis meses depois. Em 1976 já contabilizava 600 unidades vendidas.
No ano de 1980 chegou a vender 600 unidades. No final de 1983 o modelo TI, lançado cinco anos antes, passaria por mais uma atualização de estilo afastando-o de vez do seu grande inspirador britânico. E também do mercado externo, que continuava preferindo o design original. Em 1986, buscando recuperar a atratividade dos seus carros tornando-os verdadeiramente esportivos, a Lafer preparou um protótipo com motor dianteiro baseado nos antigos MG. Apresentado no XIV Salão com o nome MP-TX. 
Em 1990, a produção foi interrompida. Em quase 17 anos, foram construídos cerca de 4.300 automóveis, mais de mil deles exportados para mais de três dezenas de países. Os moldes das carrocerias de fibra de vidro do MP foram enterrados no terreno da fábrica, em São Bernardo do Campo, onde jazem até hoje, sob as fundações de um grande supermercado.

## Versões
O MP Lafer teve quatro versões
- standard: a pioneira, lançada em 1974 (baseado no clássico inglês MG TD);
- LL: cupê esportivo, lançado em 1976, baseado nos serie SLC da Mercedes-Benz;
- TI: versão esportivada, lançada em 1978, com design bem modificado e suspensão mais baixa;
- TX: protótipo esportivo, lançado em 1986 com motor dianteiro (estilo MG).

## Especificações

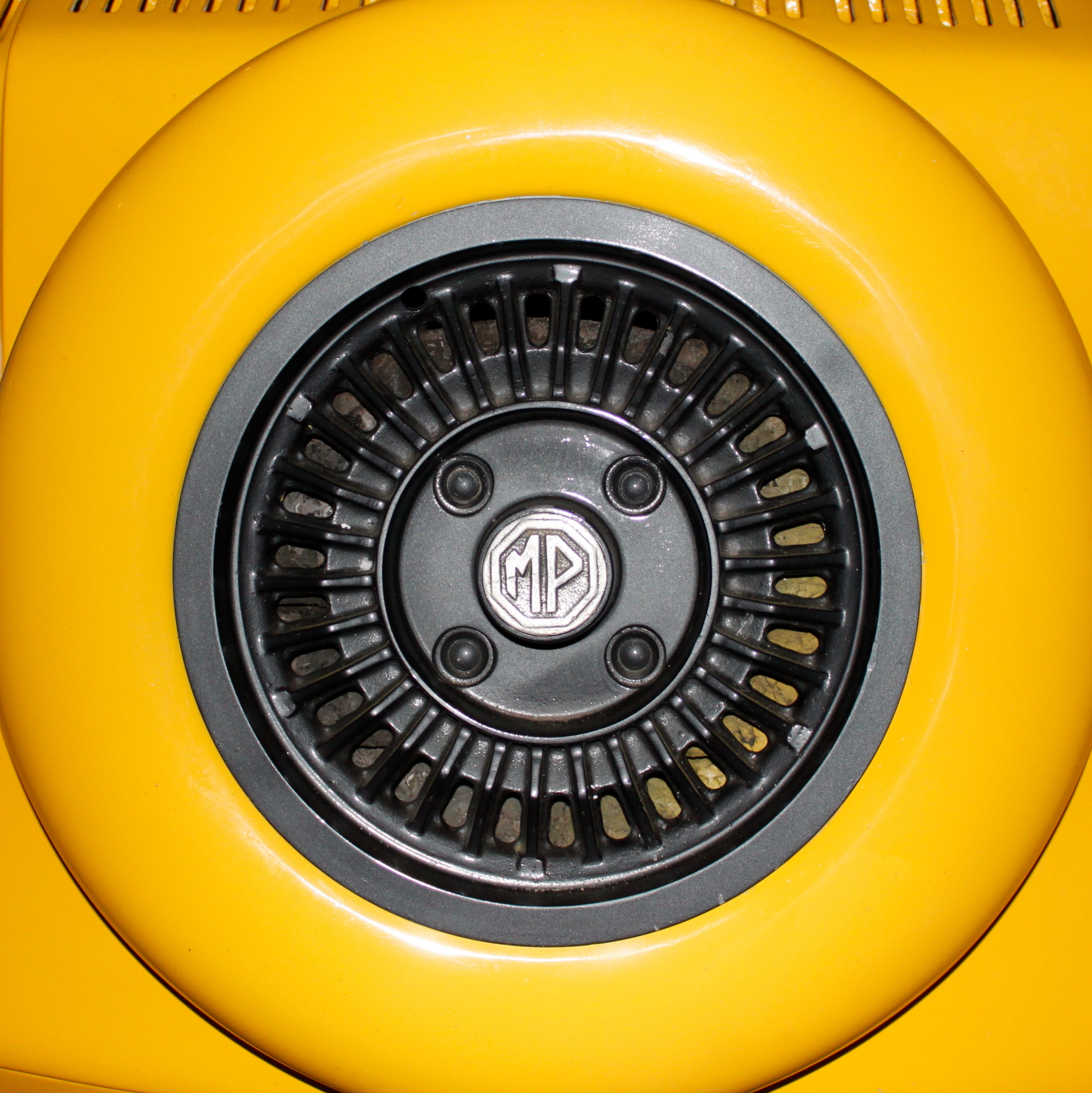
Traseira de um MP Lafer

- Traseira de um MP LaferMotor: Volkswagen, 1.6, 4 cilindros opostos (boxer), 8 válvulas (2 por cilindro), dois carburadores, refrigerado a ar, gasolina
- Cilindrada: 1.584 cm³
- Potência: 65 cv brutos a 4.600 rpm
- Potência Específica: 37,5 cv/litro
- Torque: 12 kgfm a 2.600 rpm
- Comprimento: 3.910 mm
- Largura: 1.570 mm
- Altura: 1.350 mm
- Freios: Discos sólidos na dianteira e tambor na traseira
- Porta-Malas: Não disponível
- Tração: Traseira
- Peso: 760 kg
- Câmbio: Manual de 4 marchas
- Velocidade Máxima: 126 km/h
- Aceleração 0 a 100: 21,6 segundos